# TGV Atlantique
TGV Atlantique – francuski, pasażerski, elektryczny zespół trakcyjny należący do rodziny pociągów TGV. W nomenklaturze SNCF pociągi te są oznaczone jako klasa TGV 24000. Jest to druga generacja pociągów TGV, zbudowana przez firmę GEC Alsthom w latach 1988 - 1991. 
Zbudowano 105 pojazdów o numerach 301 - 405 składających się z dziesięciu segmentów oraz dwóch głowic napędowych z obu stron pociągu. Technicznie identyczne z TGV Réseau do którego dodano dwa dodatkowe wagony, są wykorzystywane w relacjach przebiegających przez LGV Atlantique.
Zmodyfikowany skład TGV Atlantique 325 ustanowił w roku 1990 światowy rekord prędkości maksymalnej pociągu, wynoszący 515,3 km/h.